# Carriola saturnoides
Carriola saturnoides är en fjärilsart som beskrevs av Pieter Cornelius Tobias Snellen 1879. Carriola saturnoides ingår i släktet Carriola och familjen tofsspinnare. Inga underarter finns listade i Catalogue of Life.